# 重庆大武斗

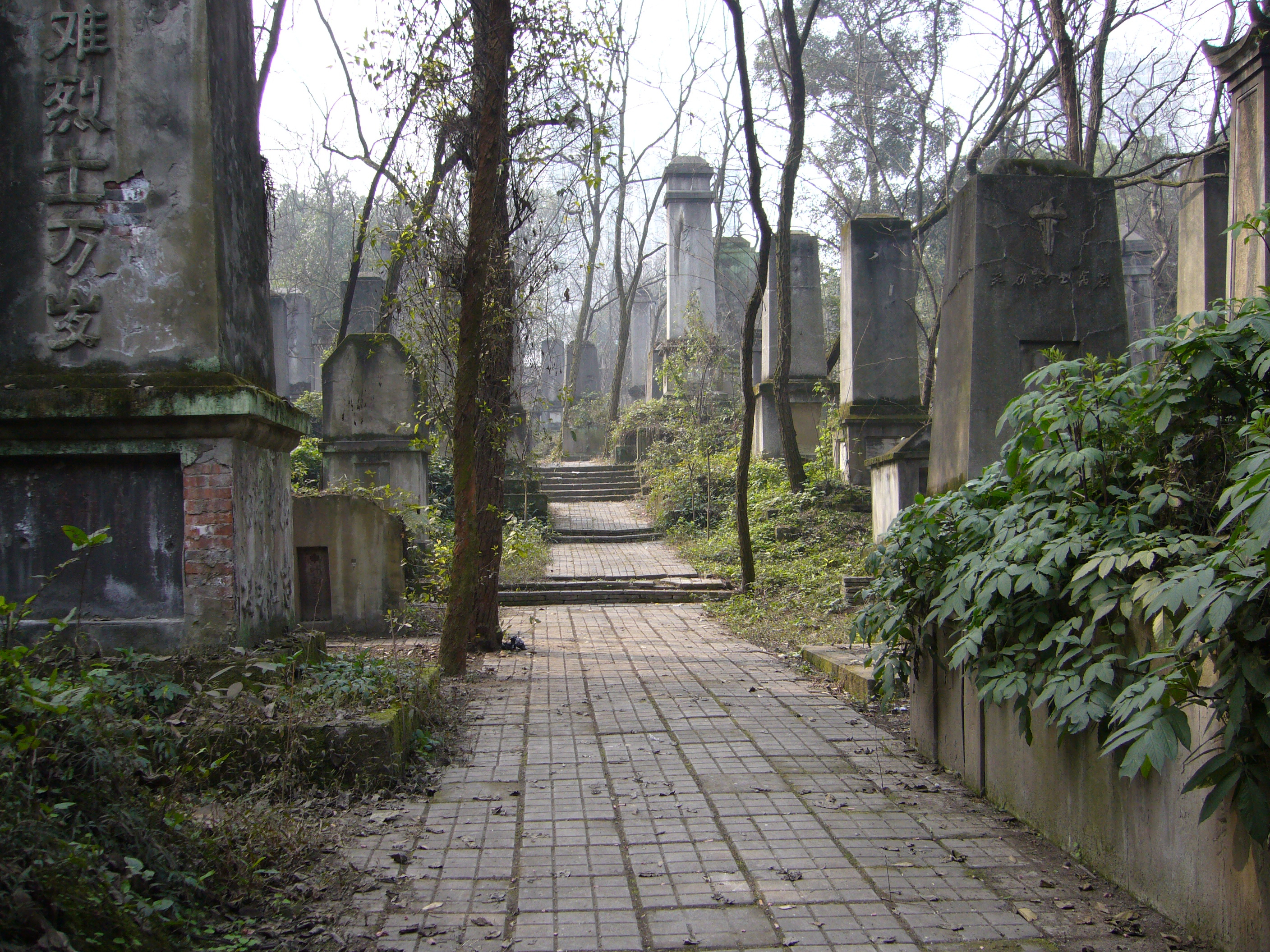
埋葬有重庆大武斗死难者的重庆文革墓群

重庆大武斗是1967年6月至次年10月在中国重庆市发生的一系列武斗事件的总称。重庆武斗规模和影响都是“全国之冠”。:2

## 背景
1967年1、2月，在重庆驻军五十四军支持下，八一五派夺取了重庆市党政机关一切权力，建立“革联会”（全称“重庆市无产阶级革命造反联合委员会”）。反对“革联会”的一派在2、3月间被镇压，其大批群众被拘留、批斗。陆续释放后重新集结，因其立场是“砸烂革联会”，所以被称为“砸派”（7月中旬改称“反到底派”）。5月16日，《中共中央关于重庆问题的意见》下发，未承认“革联会”，决定另建重庆市革命委员会筹备小组。八一五派坚持捍卫革联会，反到底派坚持砸烂革联会，两派之间的争执日益发展成武斗。:170

## 经过
1967年6月5日至8日，“八一五派”和“反到底派”两派数千人参加西南师范学院武斗，被视为重庆大武斗的序幕。7月7日，两派武斗在嘉陵江大桥南桥头打响了“第一枪”。:1907月8日，两派在红岩柴油机厂武斗，死9人，抓走近200人。7月25日，两派在重庆工业学校武斗，八一五派动用枪支攻占了重庆工业学校，反到底派军工井冈山总部勤务组得知后，决定下发枪支。:201由于局面不利，有五十四军支持的八一五派开始从军队“抢”枪。:202
8月5日，两派在建设机床厂清水池大规模武斗，动用了坦克、高射机枪等武器。死亡22人，伤者多人。8月8日，望江机器厂的反到底派用改装的三艘炮船组成舰队，沿长江炮击了东风造船厂、红港大楼、长江电工厂及沿江船只，打死24人，伤129人，沉船3艘，重创12艘，长江航运因此中断。当时被称为“重庆八八海战”。
8月12日，两派在嘉陵机器厂大规模武斗，直接参战人员上千名，支援人员上万。动用枪炮、坦克、战车，死亡数十人。8月13日，望江机器厂武斗，打死3人，伤1人。8月14日，两派在嘉陵大桥武斗，炮击上清寺，打死11人，伤多人。:998月18日至8月20日，两派在沙坪坝潘家坪地区大规模武斗，动用坦克、装甲车、高射重机枪。死亡128人，伤者无数。8月22日，两派在南岸区上新街武斗，死22人，伤数十人。同日，重庆警备司令部3辆小车途经山城宽银幕电影院时，被武斗组织伏击，打死1名处长，打伤5人。8月23日，北碚区歇马场武斗，打死40人。8月28日，北碚区3,000余人在歇马场424部队驻地发生大规模武斗，死亡40人。8月中下旬，两派在杨家坪大规模武斗，参战人数4,000多人。经过一周武斗，杨家坪半数房屋被毁，死亡200余人。9月上旬，《九五命令》发布后，武斗有所缓和。10月27日，解放军通讯兵工程学院警卫连驻地武斗，打死32名学院成员及群众，受伤53人。
1968年3月中旬，长寿县云台处的川东北石油处本部武斗，持续六天七夜，打死40人。4月28日，长安机器厂因武斗（双方动用轻重机枪、坦克、大炮等）大火，重庆市消防大队救火途中被枪击，打死9人，打伤30余人，3辆消防车受损。7月，江陵机械厂武斗，大批人员伤亡。5月2日，重庆警备区司令部发出通告，重申《九五命令》和国务院总理周恩来4月份的两次指示，严令各派全部上缴武器弹药，解散武斗组织，否则就强制取缔。由此，两派的专业武斗队陆续解散。10月15日，重庆市革命委员会在重庆市人民大礼堂举行“两大派革命群众组织撤销总部，掀起斗、批、改新高潮誓师大会”，宣告自即日起撤销两派各自的总部。历时一年半的重庆武斗自此基本结束。

## 损失情况
官方资料记载，1967年夏至1968年夏，重庆地区武斗31次，使用枪、炮、坦克、炮船等军械兵器24次，导致645人死亡。据曾钟、陈晓文估计，仅重庆文革墓群一处就埋葬有武斗死难者400余人。据《重庆公安大事记（1949－1997）》记载，全市共发生较大武斗杀人事件22起，被抓后杀死的有1,737人。:303有资料称直接死亡人数3,000人以上，受伤1万人以上。据何蜀估计，武斗激烈时期全市约有1,700人死亡。
重庆市1967年7、8、9月三个月完成工业总产值2.4亿元，相当于1967年3月的75%。:100:4111967年重庆市工农业产值25.65亿元，较1966年的31.96亿元下降19%。:101从1968年元旦起，因武斗导致的煤炭生产下降、交通运输瘫痪，全市被迫实行煤炭凭证定量供应。:413

## 扩展阅读
- 何蜀，《为毛主席而战——文革重庆大武斗实录》，香港：三联书店，2010年，ISBN 9789620429958。
- 中共重庆市委党史研究室编，钟修文主编，《中国共产党重庆历史大事记》，重庆出版社，2001年，ISBN 7-5366-5527-4/K·288。
- 重庆市地方志编纂委员会总编辑室编，《重庆市志》，四川大学出版社，1992年。
- 中共重庆市委党史研究室，《中国共产党重庆历史》，重庆出版社，2016年，ISBN 978-7-229-10497-9。
- 周孜仁，《红卫兵小报主编自述——中国文革四十年祭》，美国：溪流出版社，2006年。（作者是《八一五战报》主编，曾写作《大局已定，八一五必胜》。）
- 周孜仁，《一个红卫兵小报主编的文革记忆》，台湾：秀威资讯科技股份有限公司，2012年。
- 阳增泰回忆，何蜀整理、注释，《写给历史的交待——原重庆八一五派“文攻武卫总司令”自述》，香港：中国文化传播出版社，2014年。（文革爆发时作者是重庆朝阳电机厂调度员，曾任重庆八一兵团总部主要负责人、重庆市革命造反联合委员会常委、八一五派工总部主要负责人、八一五派“文攻武卫总司令”。）
- 黄肇炎，《嘉陵旧梦——一个大学生造反派的成长记忆》，香港：中国文化传播出版社，2014年6月。（作者曾任重庆大学八一五战报编辑。）
- 李木森回忆，何蜀整理、注释，《亲历重庆大武斗——重庆反到底派一号勤务员自述》，香港：中国文化传播出版社，2011年。（文革爆发时作者是重庆江陵机器厂助理技术员，曾任重庆反到底派主要负责人，重庆市革命委员会副主任。）
- 李正权，《青春从文革战火走过》，香港：中国文化传播出版社，2014年6月。（作者是重庆反到底派中学生红卫兵。）